# Fritz Wiessner
Hermann Fritz Wiessner (Dresda, 26 febbraio 1900 – Stowe (Vermont), 3 luglio 1988) è stato un alpinista e chimico tedesco, naturalizzato statunitense nel 1933, fu uno scalatore dotato di un grande valore tecnico nelle arrampicate su roccia e ghiaccio, uno degli alpinisti tedesco-americani d'élite del primo dopoguerra. Completò circa 50 nuove ascensioni negli USA e partecipò come componente della spedizione alpinistica tedesco-americana al Nanga Parbat del 1932 nel tentativo di scalare inutilmente la settima vetta più alta del mondo . Nella spedizione americana al K2 del 1939 sfiorò la conquista della vetta del monte.

## Biografia
Hermann Fritz Wiessner nacque dal maestro pittore decorativo Ernst Hermann Wiessner e da Pauline Bertha nata Zumpe, in Gerokstraße 31/I, a Dresda e crebbe in una famiglia numerosa. Con il cugino Otto, che aveva la sua stessa età, intraprese le sue prime scalate nelle montagne dell'Elbsandsteingebirge. Negli anni '20 Wiessner realizzò le prime ascensioni e ripetizioni delle vie più difficili delle Alpi e dell'Elbsandsteingebirge. Gestì itinerari fino al settimo grado, come il “Wießnerriß” sul Frienstein e nelle Alpi il “Wießner/Rossi” sul Fleischbank.
Nel 1929 Wiessner emigrò negli Stati Uniti, studiò chimica e ben presto diresse un'azienda chimica di successo. Iniziò ad arrampicare con compagni americani. Partecipò alla spedizione alpinistica tedesco-americana al Nanga Parbat del 1932 guidata da Willy Merkl che tuttavia non riuscì a raggiungere la vetta, Sebbene il team fosse composto da forti scalatori, nessuno aveva esperienza himalayana e una scarsa pianificazione dovuta in particolare a un numero inadeguato di portatori, unita al maltempo, impedì di progredire ben oltre il picco Rakhiot a nord-est della vetta del Nanga Parbat. Weissner, Merkl e Fritz Bechtold raggiunsero il punto più alto della spedizione a 7 000 m di quota.
Nel 1935 Wiessner salì sui Shawangunk Ridge, una parete ostica dei monti Appalachi. Negli anni successivi Wiessner aprì qui circa 50 vie in stile di arrampicata libera, cioè senza alcun ausilio artificiale. Nel 1936, insieme a William P. House, effettuò la prima scalata del monte Waddington (4.019 m) la più alta vetta del Canada, una montagna difficile, poiché già 16 spedizioni avevano fallito prima della scalata di Wiessner e pure altrettante dodici arrampicate falliranno in futuro. Solo nel 1942 ebbe luogo la seconda scalata della montagna lungo la via Wiessner.
Nello stato del Wyoming, Wiessner riuscì, sempre nel 1936, nella seconda, e prima libera, salita della cresta nord del Grand Teton (4 196 m). L'anno successivo, nel 1937, riuscì nella prima ascensione libera della Devils Tower. Applicò costantemente il suo stile di arrampicata libera, che aveva imparato dall'alpinismo europeo, e lo sostenne con veemenza anche nei dibattici in pubblico. Il suo stile col tempo divenne un punto di riferimento per l'arrampicata moderna.

### Spedizione al K2 fino alla vetta
Nel 1939 Wiessner guidò una spedizione americana sul K2 (8 611 m) insieme al finanziere Dudley Wolfe. L’organizzazione e la logistica di Wiessner furono esemplari. Dopo aver superato le principali difficoltà della montagna, si fermò insieme a Dudley Wolfe e al suo sherpa Pasang Dawa Lama, senza il supporto delle bombole di ossigeno, appena sotto la vetta a causa dell'esaurimento fisico dovuto al mal di montagna di Wolfe, che il 14 luglio non poté più proseguire oltre il campo VIII a 7 700 m. Qui Wolfe sostò per sette giorni mentre Wiessner e Pasang Dawa Lama tentarono la loro fallita ascesa alla vetta raggiungendo quasi 8 400 metri di quota. Scendendo con gli altri al campo VII a 7 500 m, Wolfe aspettò altri sette giorni in cattive condizioni meteorologiche mentre i suoi due compagni scesero ulteriormente di quota per cercare aiuto, ma trovarono i campi inferiori deserti e l'equipaggiamento rimosso, finché finalmente raggiunsero il campo base. Il 29 luglio, durante uno dei tre tentativi di salvataggio, tre sherpa riuscirono a salire fino a Wolfe, ma il suo stato mentale era pessimo e si rifiutò di discendere, chiedendo loro di tornare il giorno dopo. Dopo di che, anche gli sherpa stessi morirono sulla montagna.
Negli anni successivi, l'opinione pubblica e l'American Alpine Club (AAC) si chiesero se Wiessner avesse abbandonato Wolfe, perché la spedizione fosse stata così mal organizzata, perché a Wolfe fosse stato permesso di salire così in alto e perché gli sherpa furono autorizzati a tentare il salvataggio in quota nonostante il pericolo incombente del mal di montagna. L'indagine intrapresa, il cui rapporto finale sminuì gli enormi successi alpinistici e organizzativi di Wiessner, mise in evidenza una serie di imputazioni che indussero Wiessner a dimettersi dall'AAC. Solamente nel 1978, quasi 40 anni dopo, fu riabilitato e onorato dall'AAC.
Nel 2002, furono trovati resti scheletrici sul ghiacciaio Godwin-Austen ai piedi del K2. Nelle vicinanze c'erano pezzi d'epoca di equipaggiamento da alpinismo e un guanto di pelle con la scritta "Wolfe". Wolfe fu commemorato incidendo il suo nome su un antico piatto da portata trovato tra i detriti, e fu realizzata una targa per il vicino Gilkey Memorial, che a quel tempo riportava i nomi di altri 52 scalatori morti sul K2. La spedizione di Wiessner è passata alla storia dell'alpinismo come una delle imprese più significative. Il primo ottomila, l'Annapurna I, fu scalato nel 1950, il monte Everest nel 1953. Il K2, una delle montagne più difficili del mondo, fu finalmente scalato per la prima volta nel 1954. Durante la Seconda guerra mondiale, Wiessner prestò servizio come consulente tecnico della 10th Mountain Division e lavorò presso la "Cold Climate Equipment Commission dell'Office of the Quartermaster General" a Washington.

### Periodo postbellico
Nel 1945 Wiessner sposò Muriel Schoonmaker. Nel 1964 Wiessner si recò per la prima volta nella sua ex patria. Come ospite d'onore dell'"Associazione tedesca degli escursionisti e degli alpinisti" della RDT, prese parte alle celebrazioni dell'anniversario "100 anni di alpinismo in Sassonia". Anche in vecchiaia salì percorsi fino al quinto grado, seguendo Bernd Arnold, Uli Peemüller, Werner Rump e altri, e padroneggiò vie di VII grado.
Nel 1967 Wiessner, ormai membro onorario del Club Alpino Americano (AAC), prese parte alla spedizione "Yukon Centennial Expedition" del Club Alpino Canadese. Il maltempo impedì la scalata delle montagne più alte nella zona ancora relativamente sconosciuta dei Monti Sant'Elia nello Yukon. Ciononostante, Wiessner, insieme al figlio Andrew e ad altri, riuscì a compiere la prima scalata di due cime di tremila metri durante un breve periodo di bel tempo.
Nel 1973, sotto la presidenza di Wiessner della Commissione per la valutazione delle difficoltà e la descrizione degli itinerari dell'"Union Internationale des Associations d'Alpinisme (UIAA)", fu rivalutata e adottata la scala di difficoltà alpina. Il 3 luglio 1988, Fritz Wiessner morì a Stowe, nel Vermont.